# Problema de la base de símbols
El problema de la base de símbols és un concepte en els camps de la intel·ligència artificial, la ciència cognitiva, la filosofia de la ment i la semàntica. Aborda el repte de connectar símbols, com ara paraules o representacions abstractes, amb els objectes o conceptes del món real als quals es refereixen. En essència, es tracta de com els símbols adquireixen significat d'una manera que està lligada al món físic. Es preocupa de com és que les paraules (símbols en general) obtenen els seus significats, i, per tant, està estretament relacionat amb el problema de què és realment el significat en si. El problema del significat està al seu torn relacionat amb el problema de com és que els estats mentals són significatius i, per tant, amb el problema de la consciència: quina és la connexió entre certs sistemes físics i els continguts de les experiències subjectives.

## Definicions

### El problema de la base del símbol
Segons el seu article de 1990, Stevan Harnad expressa implícitament unes quantes altres definicions del problema de la base de símbols: 
1. El problema de fonamentació dels símbols és el problema de com fer que la "...interpretació semàntica d'un sistema de símbols formal..." "... intrínseca al sistema, en lloc de només paràsit en els significats dels nostres caps..." "...en qualsevol cosa menys en altres símbols sense sentit..."
2. El problema de fonamentació dels símbols és el problema de com "... els significats de les fitxes de símbols sense sentit, manipulats únicament sobre la base de les seves formes (arbitràries)..." es poden fonamentar "... en qualsevol cosa menys en altres símbols sense sentit".
3. "... el problema de la base del símbol es coneix com el problema del significat intrínsec (o 'intencionalitat') en el celebrat ' Argument de l'habitació xinesa ' de Searle (1980).
4. El problema de la connexió a terra del símbol és el problema de com podeu "...baixar-vos mai del carrusel del símbol/símbol..."[3]

Per respondre a la pregunta de si la fonamentació és o no una condició necessària per al significat, es requereix una formulació del problema de fonamentació de símbols: El problema de fonament de símbols és el problema de com fer que la "...interpretació semàntica d'un sistema de símbols formal..." "... intrínseca al sistema, en lloc de només paràsit dels significats dels nostres caps..." "... en qualsevol cosa menys en altres símbols sense sentit". 

### Sistema de símbols
Segons el seu article de 1990, Harnad exposa la definició d'un "sistema de símbols" en relació amb el seu problema de fonamentació de símbols definit. Tal com el defineix Harnad, un "sistema de símbols" és "... un conjunt de ratllades arbitraris de "fitxaques físiques" al paper, forats en una cinta, esdeveniments en un ordinador digital, etc. que són... manipulats sobre la base de "regles explícites" que són... igualment fitxes físiques i cadenes de fitxes".

### Formalitat dels símbols
Tal com Harnad descriu que el problema de fonamentació de símbols s'exemplifica a l'argument de l'habitació xinesa de John R. Searle, la definició de "formal" en relació als símbols formals en relació amb un sistema de símbols formals es pot interpretar a partir de l'article de 1980 de John R. Searle "Minds, brains, and programs", on l'argument de l'habitació xinesa es descriu en aquest article:
[…] tot el que "formal" vol dir aquí és que puc identificar els símbols completament per les seves formes.

## Rerefons

### Referents
Un referent és allò a què es refereix una paraula o frase com a diferent del significat de la paraula. Això s'il·lustra amb més claredat utilitzant els noms propis d'individus concrets, però també és cert per als noms de tipus de coses i de propietats abstractes: (1) "Tony Blair", (2) "el primer ministre del Regne Unit durant l'any 2004" i (3) "El marit de Cherie Blair" tenen tots el mateix referent, però no el mateix significat.

### Procés referencial
Al segle XIX, el filòsof Charles Sanders Peirce va suggerir el que alguns  think és un model semblant: segons el seu model de signe triàdic, el significat requereix (1) un intèrpret, (2) un signe o representamen, (3) un objecte, i és (4) el producte virtual d'una regressió i progrés sense fi anomenat semiosi.  Alguns  han interpretat que Peirce aborda el problema de la base, els sentiments i la intencionalitat per a la comprensió dels processos semiòtics.  En els darrers anys, la teoria dels signes de Peirce ha estat redescoberta per un nombre creixent d'investigadors d'intel·ligència artificial en el context del problema de fonamentació de símbols.

### Procés de base
No hi hauria cap connexió entre els símbols escrits i els referents previstos si no hi hagués ments que intervinguin en aquestes intencions, mitjançant els seus propis mitjans interns per escollir aquests referents previstos. Per tant, el significat d'una paraula en una pàgina és "sense fonament". Tampoc serviria de cercar-ho en un diccionari: si un intentés cercar el significat d'una paraula que no entenia en un diccionari d'una llengua que encara no entenia, passaria sense parar d'una definició sense sentit a una altra. La recerca d'un sentit seria sense fonament. En canvi, el significat de les paraules al cap —aquelles paraules que s'entén— estan "fonamentats".  Aquest fonament mental dels significats de les paraules media entre les paraules de qualsevol pàgina externa que es llegeix (i entén) i els objectes externs als quals es refereixen aquestes paraules.